# Mariya Gabriel
Mariya Ivanova Gabriel (en bulgare : Мария Иванова Габриел), née le 20 mai 1979 à Gotsé Deltchev, est une femme politique bulgare, membre du parti Citoyens pour le développement européen de la Bulgarie (GERB). En 2009, elle est élue députée européenne (PPE). 
En 2017, elle a 38 ans lorsqu'elle est nommée commissaire européenne à l'Économie et à la Société numériques, devenant ainsi la cadette des Commissaires européens. En 2019, elle le reste au sein de la Commission von der Leyen en tant que Commissaire à l'innovation à la recherche, la culture, l'éducation et la jeunesse, avant de démissionner en mai 2023 pour entrer au gouvernement bulgare.

## Biographie

### Études et formation
En 1997, Mariya Gabriel sort diplômée du lycée bilingue Dr Petar Bero à Kyoustendil. En 2001, elle obtient son diplôme en langues bulgare et française à l'université Paisii Hilandarski de Plovdiv. Elle a poursuivi ses études à l'Institut d'études politiques de Bordeaux (France), au sein duquel elle a étudié les relations internationales, l'histoire des institutions européennes, la sociologie politique et la politique comparée. Elle obtient en 2003 son diplôme de master en politique comparée et relations internationales de l'École doctorale de science politique de Bordeaux (France).

### Expérience professionnelle
De 2005 à 2008, Mariya Gabriel est assistante temporaire d'enseignement et de recherche à l'Institut d'études politiques de Bordeaux (France). Elle enseigne notamment sur le processus décisionnel de l'Union européenne, la sociologie politique et les relations internationales. Elle participe par ailleurs à deux projets internationaux : le programme européen EQUAL de 2004 à 2008 « Valeurs et Économie - égalité dans les activités professionnelles et économie sociale et solidaire » et le programme international de recherche « Représentation parlementaire aux niveaux national et européen » dirigé par Olivier Costa.

### Députée européenne
Le 19 janvier 2012, elle est élue coordinatrice PPE au sein de la Commission des droits de la femme et de l’égalité des genres du Parlement européen. Le 19 octobre 2012, Mariya Gabriel a été élue Vice Présidente du PPE Femmes. En juin 2013, elle reçoit le prix du Député européen de l'année dans la catégorie égalité des genres (MEP Awards 2013, category Gender Equality). 
Suivant la recommandation de Catherine Ashton, la Haute Représentante de l'Union européenne pour les Affaires étrangères et la politique de Sécurité et Vice-Présidente de la Commission européenne, Mariya Gabriel a été nommée en novembre 2011 Chef de la mission d'observation des élections présidentielles et parlementaires en République démocratique du Congo.
Lors de l’élection présidentielle gabonaise de 2016, Mariya Gabriel dirige la mission d’observation électorale de l’Union européenne. La mission européenne est très critique dans son rapport du 12 décembre 2016 sur la compilation après le scrutin qui rend « extrêmement douteux » les résultats,.

### Affaire des appartements
En 2017, une révélation du journal d'investigation bulgare Bivol a mis en évidence que Mariya Gabriel avait bénéficié d'un appartement du parti bulgare GERB à un prix préférentiel et que cet avantage n'aurait pas été toujours déclaré lors de ses mandats de parlementaire européen.

### Commissaire européenne
Le 7 juillet 2017, elle est nommée commissaire pour l'Économie et la Société numérique à la Commission Juncker.
En avril 2018, elle présente un plan pour lutter contre les « fake news ».
Le 1er décembre 2019, Mariya Gabriel devient commissaire à l'Innovation et à la Jeunesse, avec également comme responsabilité, la recherche, la culture et l'éducation.
Le 15 mai 2023, elle remet sa démission à la présidente de la Commission Ursula von der Leyen alors qu'elle est chargée par le président bulgare Roumen Radev de former un gouvernement, avec le soutien du GERB, à la suite des élections législatives. Le 22 mai, les coalitions GERB-Union des forces démocratiques et Nous continuons le changement-Bulgarie démocratique parviennent à un accord pour former un gouvernement stable dirigé par Nikolaï Denkov dans lequel Mariya Gabriel sera vice-Première ministre et ministre des Affaires étrangères pendant les neuf premiers mois, avant de devenir à son tour Première ministre. L'accord vole toutefois en éclat en mars 2024, alors que Mariya Gabriel devait remplacer Nikolaï Denkov au poste de Premier ministre. De nouvelles élections législatives — les sixièmes en trois ans — sont ensuite annoncées par le président de la République Roumen Radev.

### Vie privée
Elle est mariée à François Gabriel, ancien conseiller aux Affaires étrangères au cabinet du président du Parlement européen et proche de Joseph Daul,.